# سان بيدرو ديل روميرال
بلدية سان بيدرو ديل روميرال (بالإسبانية: San Pedro del Romeral)‏، هي إحدى بلديات منطقة كانتابريا, المصنفة على أنها مقاطعة أيضاً، في شمال إسبانيا.
يبلغ عدد سكانها 618 نسمة وفقاً لإحصائية سنة (2002).